# 瀬戸一家
瀬戸一家（せといっか）は、愛知県瀬戸市に本部を置く暴力団。幕末から続く名門博徒組織としてその名を知られ、単独組織としては日本全国で最大面積の愛知県下から岐阜県（主に岐阜県東濃地方の可児市、多治見市、土岐市、瑞浪市、恵那市、中津川市に舎弟事務所を構え）に跨る広大な費場所（いわゆる縄張り）を有し、平野家一家や稲葉地一家と並んで“愛知の三大侠雄”の一と謳われてきたものの、20世紀も暮れの頃に広域暴力団山口組（当時は五代目）の二次団体となった。

## 来歴

### 祖：水野村ノ吉五郎
幕末の頃、東春日井郡水野村（現在の瀬戸市水野地域）に吉五郎（加藤吉五郎とも）と呼ばれる者が博徒の親分となる。一説には東濃地方の梅屋一家の子分であったとされるが確かではない。この頃は一家名はなく吉五郎の子分に北熊ノ実左衛門こと近藤実左衛門、瀬戸ノ愛吉こと井上愛吉、今村ノ伊三（今村ノ伴三とも）がいた。
明治初年頃、吉五郎は跡目を近藤実左衛門へ譲り、1884年（明治17年）に没する。
実左衛門は明治維新の際、尾張侯の越後隊へ加わり会津戦争へいったため、費場所を今村ノ伊三へ預けた。愛吉は自分より格下の伊三へ費場所を預けられたことに不満を持っていた。
実左衛門が戦争より帰ると親分の“吉五郎一家”を名乗らず自身の住所である愛知郡北熊村（現在の長久手市北熊）をとり“北熊一家”を名乗った。これに対し愛吉は実左衛門を絶縁し、自身の住所である東春日井郡瀬戸村より“瀬戸一家”を名乗った。これより瀬戸一家と北熊一家は大いに勢力争いをしていくこととなった。

### 初代：井上愛吉
瀬戸一家の始祖で、江戸時代末期の瀬戸地方に活動した侠客であった。愛吉には実子の愛金こと井上金之助（本名は井上清澄）、子分のドン尻屋良吉こと河本良助（河木良助とも）らがいた。1884年（明治17年）に2年の懲役刑を受け獄死した。

### 二代目：井上金之助
井上愛吉の実子である井上金之助は東濃太田の大親分梅屋一家・梅屋嘉六の子分となってその跡目を継承するが瀬戸町に住み、東濃地方をも費場所として領した。瀬戸一家は本来であれば愛吉の子分である河本良助が跡目を継承するべきであるが、愛吉の死後に金之助が二代目を継承した。
この頃広大な縄張りを有し勢力も増したため“東海道第一”と称された。子分に“四天王”小森守一（大井派を起こす）、佐金次こと佐藤金次郎（岐阜県笠原）、安藤義一、建中寺政五郎こと平野政五郎がおり、実弟の志貫之助こと浅井梅太郎、二宮こと浅井竹次郎、舎弟の片桐新太郎、水野丑次郎らは四天王と合わせて“天下”（又は八天下）と称された。また舎弟の妻木ノ常八こと小林常八（品野派を起こす）、松波甚六（高山に松波派を起こす）、子分の松原繁十（のちの三代目）、関東熊こと吉沢熊吉（多治見派を起こす）らも傑出していた。1907年（明治40年）頃に没す。

### 三代目：松原繁十
井上金之助の死後、実力は四天王に劣っていたものの、金回りがよく親分孝行をした松原繁十が金之助の遺言により三代目を継いだ。小森、吉沢、小林、松波がそれぞれ大井派、多治見派、品野派、松波派を起こした。繁十の子分は桜井林蔵、鈴太郎こと加藤幸助が傑出していた。1906年（明治39年）4月23日病没。

### 四代目：桜井林蔵
松原繁十病没後、子分の桜井林蔵が四代目となった。林蔵の子分は勇五郎こと中島勇治郎を初め要吉こと梅村二三、黒鉄または鉄五郎こと山本鉄次郎、田辺桑治郎らが傑出していた。

### 五代目：中島勇治郎
1919年（大正8年）頃、中島勇治郎が五代目を継いだ。勇治郎は、1890年（明治23年）に北熊一家との抗争で殺害された中島森太郎（二代目・井上金之助の子分）の実子であり、大工職人を目指していたが桜井林蔵の子分となった。跡目継承後、自らを“大正の国定忠治”と称し一家を発展させた。

### 八代目：小林金治
1983年（昭和58年）6月、中京戦争と呼ばれる瀬戸一家侠神会と運命共同会愛豊同志会中京浅野会との抗争が起こり、同年7月に愛豊同志会総裁・河澄政照が射殺された。1984年（昭和59年）7月に抗争は終結し小林八代目総裁は引退し渡辺啓一郎が九代目を継承した。しかし、抗争終結に不満を持っていた旧愛豊同志会の組員により小林八代目は1985年（昭和60年）4月20日に射殺された。。

### 九代目：渡辺啓一郎
1934年（昭和9年）2月18日生。瀬戸市の裕福な家庭に生まれ育つも、あまりの素行の悪さに業を煮やした親によって六代目瀬戸一家の筆頭若衆であった田中治六（のちの七代目）のもとに預けられたことから、そのままヤクザとなった。地元の愚連隊との抗争の過程で1954年から4年間を服役。その間に田中が他界したことから、出所後は蒲郡の小林金治八代目のもとに引き取られ、“東海道の荒道場”と称されるほどの厳しい部屋住みのなかで修行を重ねたと伝えられている。やがて一本立ちを許された1958年に瀬戸の費場所を任された貸元となった。小林八代目の1周忌が過ぎた1986年6月に瀬戸一家を継承した。
中京戦争ののち、運命共同会、導友会、稲葉地一家、平野屋一家とともに親睦団体である中京五社会を結成した。
1991年（平成3年）、運命共同会内鉄心会の一部の組員が上部団体の運命共同会に対して、五代目山口組弘道会への移籍を求めた。運命共同会は移籍を求めた鉄心会組員全員を破門にした。同年1月26日、名古屋抗争が勃発した。
同年2月に抗争は終結したが、その後、運命共同会は実質的に崩壊し、中京五社会も瓦解した。
同年3月、渡辺総裁が五代目山口組組長・渡辺芳則から盃を受け、同組の直参となった。
2008年に引退し、跡目を清田健二に譲った

### 十代目：清田健二
1958年〈昭和33年〉1月8日生（67歳）。2000年に本部長に抜擢され、2005年に若頭へと就任。九代目体制下では渡辺総裁の右腕として知られた。その渡辺の引退に伴い2008年3月11日に十代目を襲名。同日、盃直しがなされた。若頭 石川清、本部長 国広憲、若頭補佐 海野考司、同 高井英一郎、幹部 石川富夫、同 松岡秀幸、同 山田勝治。

## 系譜
- 初代：井上愛吉（井上松吉）
- 二代目：井上金之助（井上清澄または井上清住）
- 三代目：松原繁十
- 四代目：桜井林蔵（多市とも）
- 五代目：中島勇治郎
- 六代目：川島五郎
- 七代目：田中治六
- 八代目：小林金治（小林金次とも）
- 九代目：渡辺啓一郎
- 十代目：清田健二